# Revista acadèmica

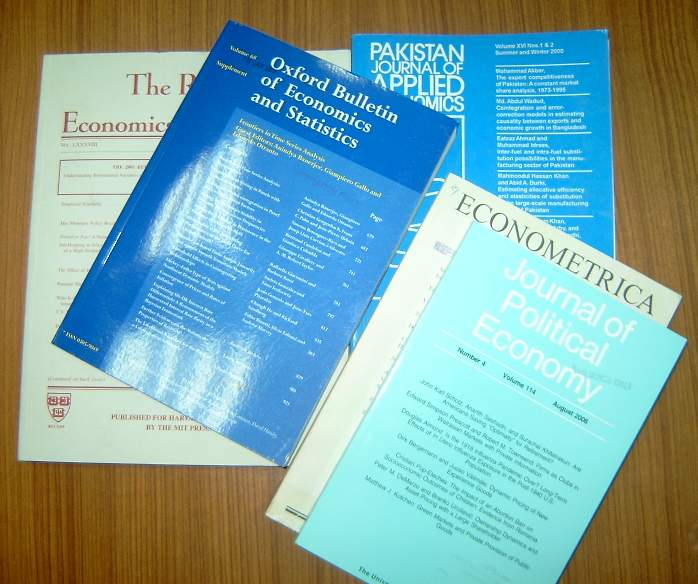
Diferents tipus de revistes d'investigació revisades per experts; en aquesta foto referides a economia

Una revista acadèmica és una publicació periòdica en la qual es publica quelcom d'una disciplina acadèmica en particular. Les revistes acadèmiques serveixen com fòrums permanents i transparents per a la presentació, examen i discussió de la investigació. En general són revisades per experts o duen referències. EL contingut típicament pren forma d'articles on es presenten investigacions originals, articles de revisió i ressenyes de llibres. El propòsit d'una revista acadèmica, d'acord amb el primer editor de la revista acadèmica més antiga del món, Henry Oldenburg, és donar als investigadors un lloc on "impartir els seus coneixements a altres, i contribuir, amb el que es pugui, per a la tasca de millorar el coneixement natural, i el perfeccionament de totes les Arts filosòfiques, i Ciències".